# Synagoge (Oleśnica)

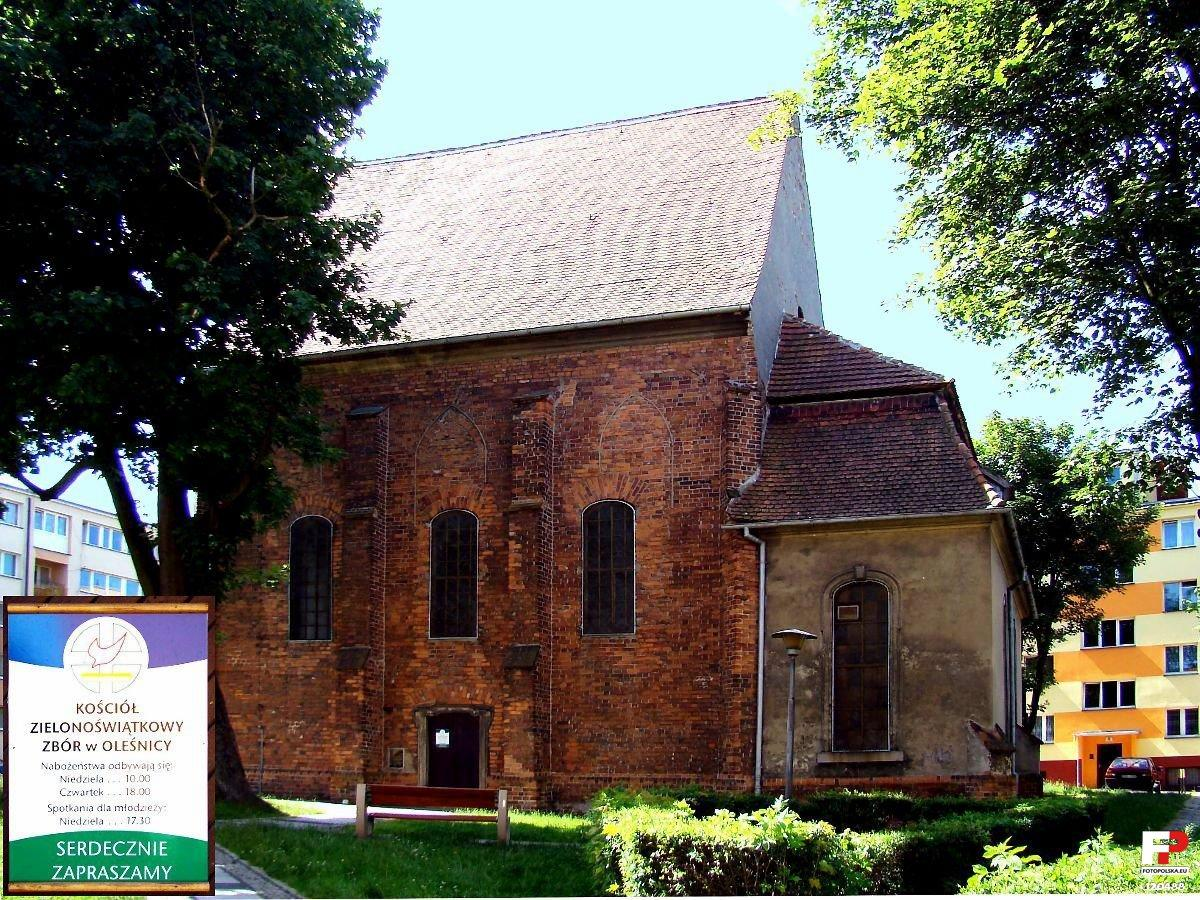
Kirche der Pfingstbewegung; ursprünglich Synagoge

Die Synagoge in Oleśnica (deutsch Oels) in der Woiwodschaft Niederschlesien in Polen, wurde im späten 14. Jahrhundert errichtet. Sie ist heute eine christliche Kirche.

## Geschichte
Die Synagoge stammt aus der zweiten Hälfte des 14. Jahrhunderts (oder spätestens dem Beginn des 15. Jahrhunderts) und gehört zu den wenigen noch erhaltenen Bauten dieser Art in Europa. Nachdem die Juden 1535 und noch einmal 1575 aus der Stadt vertrieben wurden, wurde sie zu einem Arsenal umgebaut und Ende des 17. Jahrhunderts zu einer Kirche umgewidmet. 1710 wurde das Gebäude von einem Feuer zerstört, wobei das Gewölbe einstürzte; es wurde aber umgehend wieder aufgebaut. Dabei wurde das Innere im Stil des späten Barocks umgestaltet.
Heute gehört die Kirche einer Gemeinde der Pfingstbewegung.

## Beschreibung
Das ursprüngliche Bauwerk bestand aus der Gebetshalle (Außenmaße 9,50 × 11,80 m) mit einem kleinen Vestibül in der Mitte der Südseite. Hinter einer zentralen Stützstrebe an der Ostwand befand sich die Nische für den Toraschrein. Innen stützten zwei Säulen sechs Felder eines Kreuzgewölbes.
Bei den späteren Umbauten zu einem Arsenal wurden über dem Vestibül ein Turm errichtet sowie größere Eingänge in die Wände gebrochen (die später auch wieder verkleinert wurden). Ebenfalls wurden zu einem späteren Zeitpunkt die Fensteröffnungen verkleinert (die ursprüngliche Form ist an den Außenwänden noch zu sehen), sowie im Westen ein einstöckiger Anbau mit einem Mansarddach ergänzt. Das Gebäude selbst hat ein steiles Giebeldach.